# Latady Mountains
Die Latady Mountains sind eine Gruppe von Bergen im Südosten des westantarktischen Palmerlands, die westlich des Gardner Inlet zwischen dem Wetmore-Gletscher und dem Ketchum-Gletscher aufragen.
Sie wurden entdeckt und kartiert bei der Ronne Antarctic Research Expedition (1947–1948) unter der Leitung des US-amerikanischen Polarforschers Finn Ronne, der sie nach William Robertson Latady (1918–1979) benannte, dem Verantwortlichen für die Luftaufnahmen bei dieser Forschungsreise.